# 万明坤
万明坤（？—），男，江苏南京人，中华人民共和国桥梁专家。

## 生平
早年毕业于南京市立第二中学。1980年11月至1983年9月，担任中南大学铁道工程系副主任。1988年至1994年，担任北京交通大学校长。2003年12月，欧美同学会第五届理事会第一次会议在北京召开，他担任常务副会长。2008年，继续担任欧美同学会、中国留学人员联谊会常务副会长。